# Joen Magnus Rasmussen
Joen Magnus Rasmussen (født 27. februar 1966) er en færøsk erhvervsmand og politiker (FF).
Han er kontoruddannet og daglig leder af fiskefabrikken Tavan Sp/f i Leirvík på Eysturoy, men havde orlov da han var lagtingsmedlem 2011-15. Han er medlem af Tavans bestyrelse.
Rasmussen var medlem af kommunalbestyrelsen i Leirvík 2000–2008 og medlem af kommunalbestyrelsen i Eysturkommuna 2009–2012. I valgperioden 2011-15 var han fast mødende suppleant i Lagtinget, i perioden 2011–12 for Jákup Mikkelsen og fra 2012–15 for Jacob Vestergaard. ved valget i 2015 fik han 278 stemmer og blev nr. 7 på Fólkaflokkurins liste, hvor han fik 278 stemmer og blev nr. 7 på Fólkaflokkurins liste, og dermed 1. suppleant. Fra 21. september 2015 er han midlertidigt mødende for Annika Olsen fra 21. september 2015. Rasmussen var næstformand for Lagtingets kontroludvalg 2011-15.

## Lagtingsudvalg
- 2011-2015 Næstformand for Lagtingets kontroludvalg[2]